# Блуджекет (Оклахома)
Блуджекет (англ. Bluejacket) — місто (англ. town) в США, в окрузі Крейг штату Оклахома. Населення — 235 осіб (2020).

## Географія
Блуджекет розташований за координатами 36°48′3″ пн. ш. 95°4′27″ зх. д. / 36.80083° пн. ш. 95.07417° зх. д. (36.800797, -95.074074).  За даними Бюро перепису населення США в 2010 році місто мало площу 1,02 км², уся площа — суходіл.

## Демографія
Згідно з переписом 2010 року, у місті мешкало 339 осіб у 138 домогосподарствах у складі 74 родин. Густота населення становила 332 особи/км².  Було 160 помешкань (157/км²).
Расовий склад населення:
| - 72,3 % — білих - 20,6 % — корінних американців - 0,9 % — вихідців з тихоокеанських островів - 0,6 % — чорних або афроамериканців |

До двох чи більше рас належало 5,6 %. Частка іспаномовних становила 1,5 % від усіх жителів.
За віковим діапазоном населення розподілялося таким чином: 22,1 % — особи молодші 18 років, 58,4 % — особи у віці 18—64 років, 19,5 % — особи у віці 65 років та старші. Медіана віку мешканця становила 44,5 року. На 100 осіб жіночої статі у місті припадало 85,2 чоловіків;  на 100 жінок у віці від 18 років та старших — 78,4 чоловіків також старших 18 років.
Середній дохід на одне домашнє господарство  становив 39 302 долари США (медіана — 30 750), а середній дохід на одну сім'ю — 48 728 доларів (медіана — 40 417). Медіана доходів становила 31 563 долари для чоловіків та 19 250 доларів для жінок. За межею бідності перебувало 18,8 % осіб, у тому числі 27,1 % дітей у віці до 18 років та 12,8 % осіб у віці 65 років та старших.
Цивільне працевлаштоване населення становило 120 осіб. Основні галузі зайнятості: освіта, охорона здоров'я та соціальна допомога — 28,3 %, транспорт — 12,5 %, роздрібна торгівля — 11,7 %.